# Rivière des Rosiers
Rivière des Rosiers är ett vattendrag i Kanada.   Det ligger i provinsen Québec, i den sydöstra delen av landet, 280 km öster om huvudstaden Ottawa.
Trakten runt Rivière des Rosiers består till största delen av jordbruksmark. Runt Rivière des Rosiers är det glesbefolkat, med 15 invånare per kvadratkilometer.